# Molophilus memnon
Molophilus memnon är en tvåvingeart som beskrevs av Alexander 1971. Molophilus memnon ingår i släktet Molophilus och familjen småharkrankar. Inga underarter finns listade i Catalogue of Life.